# 2612 Kathryn
2612 Kathryn este un asteroid din centura principală, descoperit pe 28 februarie 1979, de Norman Thomas.